# Brasilândia do Sul
Brasilândia do Sul là một đô thị thuộc bang Paraná, Brasil. Đô thị này có diện tích 291,039 km², dân số năm 2007 là 3321 người, mật độ 11 người/km².